# Cremastus protractus
Cremastus protractus là một loài tò vò trong họ Ichneumonidae.